# Morti nel 2007/Agosto
| Questa pagina contiene informazioni ricavate automaticamente dalle voci biografiche con l'ausilio del template Bio e di un bot. L'aggiornamento è periodico e automatico e ricostruisce completamente la pagina. Se manca una persona in questa lista, sei pregato di non aggiungerla, ma accertati piuttosto che la sua voce biografica contenga il template Bio e che i dati anagrafici siano correttamente compilati. Se il template Bio manca, inseriscilo tu stesso o, in alternativa, metti l'avviso {{tmp\|Bio}} che ne segnala la mancanza. Se i dati riportati sono sbagliati, correggi direttamente la voce biografica; le modifiche saranno visibili in questa lista entro pochi giorni. Per chiarimenti vedi il progetto biografie. La lista contiene solo le 147 persone che sono citate nell'enciclopedia e per le quali è stato implementato correttamente il template Bio. Pagina aggiornata al 2 ago 2025. |

- 1º agosto - Didier Baussy-Oulianoff, regista francese (n. 1941)
- 1º agosto - Ryan Cox, ciclista su strada sudafricano (n. 1979)
- 1º agosto - Veikko Karvonen, maratoneta finlandese (n. 1926)
- 1º agosto - Tommy Makem, poeta, cantautore e suonatore di banjo britannico (n. 1932)
- 2 agosto - Ed Brown, giocatore di football americano statunitense (n. 1928)
- 2 agosto - Ângelo Paulino de Souza, calciatore, avvocato e politico brasiliano (n. 1953)
- 2 agosto - Anna Maria Rimoaldi, regista e sceneggiatrice italiana (n. 1924)
- 2 agosto - Holden Roberto, politico e guerrigliero angolano (n. 1923)
- 3 agosto - John Edmund Gardner, scrittore inglese (n. 1926)
- 3 agosto - Colin Kapp, scrittore di fantascienza britannico (n. 1928)
- 3 agosto - Bachisio Scarpa, politico italiano (n. 1931)
- 3 agosto - Sergio Scarpa, politico italiano (n. 1917)
- 4 agosto - Lee Hazlewood, cantante, compositore e produttore discografico statunitense (n. 1929)
- 4 agosto - Raul Hilberg, storico statunitense (n. 1926)
- 4 agosto - Fritz Stocker, ciclista su strada e pistard svizzero (n. 1920)
- 4 agosto - Ruth Zechlin, compositrice, clavicembalista e organista tedesca (n. 1926)
- 5 agosto - Italo Campanini, cestista italiano (n. 1930)
- 5 agosto - Giovanni Ferretti, calciatore italiano (n. 1940)
- 5 agosto - Jean-Marie Lustiger, cardinale e arcivescovo cattolico francese (n. 1926)
- 5 agosto - Ilija Mirčev, cestista bulgaro (n. 1934)
- 5 agosto - Paul Rutherford, musicista e trombonista inglese (n. 1940)
- 6 agosto - Heinz Barth, militare tedesco (n. 1920)
- 6 agosto - Aristide Griffith, calciatore italiano (n. 1923)
- 6 agosto - Miklós Páncsics, calciatore ungherese (n. 1944)
- 6 agosto - Atle Selberg, matematico norvegese (n. 1917)
- 7 agosto - Domenico Caloyera, arcivescovo cattolico italiano (n. 1915)
- 7 agosto - Alfredo Camisa, fotografo italiano (n. 1927)
- 7 agosto - Hal Fishman, giornalista e conduttore televisivo statunitense (n. 1931)
- 7 agosto - Bjørn Ibsen, medico danese (n. 1915)
- 7 agosto - Simon Tschobang, calciatore camerunese (n. 1951)
- 8 agosto - Richard Dahl, altista svedese (n. 1933)
- 8 agosto - Roberto Gavioli, regista cinematografico italiano (n. 1926)
- 8 agosto - Joybubbles, statunitense (n. 1949)
- 8 agosto - Melville Shavelson, regista, sceneggiatore e produttore cinematografico statunitense (n. 1917)
- 8 agosto - Vitalija Tuomaitė, cestista sovietica (n. 1964)
- 8 agosto - Julius Wess, fisico austriaco (n. 1934)
- 9 agosto - Tetsuzo Akutsu, medico giapponese (n. 1922)
- 9 agosto - René Lavocat, paleontologo e geologo francese (n. 1909)
- 9 agosto - Ulrich Plenzdorf, scrittore e drammaturgo tedesco (n. 1934)
- 9 agosto - Giovanni Roma, ciclista su strada italiano (n. 1928)
- 9 agosto - Vittorino Villani, artigiano e politico italiano (n. 1915)
- 10 agosto - Irene Morgan, attivista statunitense (n. 1917)
- 10 agosto - Angelo Morino, scrittore e traduttore italiano (n. 1950)
- 10 agosto - Paolo Pancheri, psichiatra italiano (n. 1938)
- 10 agosto - Jean Rédélé, imprenditore e pilota automobilistico francese (n. 1922)
- 10 agosto - Tony Wilson, giornalista, conduttore radiofonico e conduttore televisivo britannico (n. 1950)
- 11 agosto - Franz Antel, regista, sceneggiatore e produttore cinematografico austriaco (n. 1913)
- 11 agosto - Maurice Boitel, pittore francese (n. 1919)
- 11 agosto - Ramiro de León, cestista e allenatore di pallacanestro uruguaiano (n. 1938)
- 11 agosto - Alessandra Finesso, nuotatrice italiana (n. 1956)
- 11 agosto - Tristan Sauer, pallanuotista svizzero (n. 1920)
- 11 agosto - Motosuke Takahashi, regista e animatore giapponese (n. 1941)
- 11 agosto - Hal Van Every, giocatore di football americano statunitense (n. 1918)
- 12 agosto - Ralph Alpher, cosmologo statunitense (n. 1921)
- 12 agosto - Merv Griffin, conduttore televisivo statunitense (n. 1925)
- 12 agosto - Mike Wieringo, fumettista statunitense (n. 1963)
- 13 agosto - Brian Adams, wrestler statunitense (n. 1964)
- 13 agosto - Silvano Furli, sciatore alpino italiano (n. 1959)
- 13 agosto - Hans Ferdinand Linskens, botanico e genetista tedesco (n. 1921)
- 13 agosto - Yone Minagawa, supercentenaria giapponese (n. 1893)
- 13 agosto - Phil Rizzuto, giocatore di baseball statunitense (n. 1917)
- 14 agosto - Rinaldo Bontempi, politico italiano (n. 1944)
- 14 agosto - Ninu Calleja, calciatore maltese (n. 1923)
- 14 agosto - Tichon Nikolaevič Chrennikov, compositore sovietico (n. 1913)
- 14 agosto - Giuseppe Gaggiotti, calciatore italiano (n. 1925)
- 14 agosto - Stig Johansson, pallanuotista svedese (n. 1924)
- 14 agosto - Bill Lomas, pilota motociclistico britannico (n. 1928)
- 14 agosto - Giuseppina Re, politica italiana (n. 1913)
- 14 agosto - Sayoko Yamaguchi, supermodella, stilista e attrice giapponese (n. 1949)
- 15 agosto - Richard Bradshaw, direttore d'orchestra britannico (n. 1944)
- 15 agosto - Renato Caserta, giornalista e scrittore italiano (n. 1919)
- 15 agosto - Grigorij Grigor'evič Nikulin, regista sovietico (n. 1922)
- 16 agosto - Luigi Aurigemma, filosofo, psicoanalista e scrittore italiano (n. 1923)
- 16 agosto - Franco Foschi, politico e scrittore italiano (n. 1931)
- 16 agosto - The Missing Link, wrestler canadese (n. 1939)
- 16 agosto - Vito Pallavicini, paroliere italiano (n. 1924)
- 16 agosto - Ippolito Pizzetti, saggista e traduttore italiano (n. 1926)
- 16 agosto - Max Roach, batterista, percussionista e compositore statunitense (n. 1924)
- 16 agosto - Donald Whitney, statistico statunitense (n. 1915)
- 17 agosto - Jos Brink, attore, cabarettista e conduttore televisivo olandese (n. 1942)
- 17 agosto - Eddie Griffin, cestista statunitense (n. 1982)
- 18 agosto - Magdalen Nabb, scrittrice inglese (n. 1947)
- 18 agosto - Viktor Prokopenko, allenatore di calcio e calciatore ucraino (n. 1944)
- 19 agosto - Zezé Assis, cestista angolano (n. 1962)
- 19 agosto - Claudio Chieffo, cantautore e docente italiano (n. 1945)
- 20 agosto - Alberto Bemporad, politico italiano (n. 1913)
- 20 agosto - Anatolij Alekseevič Bobrovskij, regista, attore e sceneggiatore sovietico (n. 1929)
- 20 agosto - Alfredo Giuliani, poeta, critico letterario e scrittore italiano (n. 1924)
- 20 agosto - Leona Helmsley, imprenditrice statunitense (n. 1920)
- 20 agosto - Perla Peragallo, attrice teatrale italiana (n. 1943)
- 20 agosto - Alberto Solfrini, cantante italiano (n. 1947)
- 21 agosto - Rodolfo Amprino, medico italiano (n. 1912)
- 21 agosto - Rose Bampton, soprano e insegnante statunitense (n. 1907)
- 21 agosto - Antonio De Gaetano, marciatore italiano (n. 1934)
- 21 agosto - Siobhan Dowd, scrittrice e attivista inglese (n. 1960)
- 21 agosto - Rafael González, schermidore argentino (n. 1920)
- 21 agosto - Haley Paige, attrice pornografica messicana (n. 1981)
- 22 agosto - Grace Paley, scrittrice, poetessa e attivista statunitense (n. 1922)
- 22 agosto - Butch van Breda Kolff, cestista, allenatore di pallacanestro e dirigente sportivo statunitense (n. 1922)
- 23 agosto - Reinhard Lauth, filosofo tedesco (n. 1919)
- 23 agosto - Corrado Nardi, attore italiano (n. 1912)
- 23 agosto - Bruno Trentin, sindacalista, politico e partigiano italiano (n. 1926)
- 24 agosto - Abd al-Rahman Arif, generale e politico iracheno (n. 1916)
- 24 agosto - Giampiero Bassi, calciatore italiano (n. 1939)
- 24 agosto - Bill Catching, attore e stuntman statunitense (n. 1926)
- 24 agosto - Hansjörg Felmy, attore e doppiatore tedesco (n. 1931)
- 24 agosto - Alfredo Murça, calciatore portoghese (n. 1948)
- 24 agosto - Dušan Nenković, allenatore di calcio jugoslavo (n. 1929)
- 24 agosto - Kurt Richebächer, economista tedesco (n. 1919)
- 25 agosto - Raymond Barre, politico e economista francese (n. 1924)
- 25 agosto - Édouard Gagnon, cardinale e arcivescovo cattolico canadese (n. 1918)
- 25 agosto - Emiliano Jimenez Hernandez, teologo spagnolo (n. 1941)
- 25 agosto - Lyde Posti Cuneo, scrittrice italiana (n. 1920)
- 25 agosto - Štefan Žáry, poeta, scrittore e traduttore slovacco (n. 1918)
- 26 agosto - Franco Fochi, linguista italiano (n. 1921)
- 26 agosto - Gaston Thorn, politico lussemburghese (n. 1928)
- 27 agosto - Ermanno Alloni, calciatore italiano (n. 1931)
- 27 agosto - Driss Basri, politico marocchino (n. 1938)
- 27 agosto - Alexa Bokšay, allenatore di calcio cecoslovacco (n. 1911)
- 27 agosto - Richard T. Heffron, regista, sceneggiatore e attore statunitense (n. 1930)
- 27 agosto - Giovanni Oman, linguista italiano (n. 1922)
- 27 agosto - Emma Penella, attrice spagnola (n. 1931)
- 27 agosto - Hans Ruesch, pilota automobilistico, scrittore e editore svizzero (n. 1913)
- 28 agosto - Paul MacCready, ingegnere statunitense (n. 1925)
- 28 agosto - Antonio Puerta, calciatore spagnolo (n. 1984)
- 28 agosto - Maria Tore Barbina, poetessa italiana (n. 1940)
- 28 agosto - Francisco Umbral, scrittore e giornalista spagnolo (n. 1932)
- 28 agosto - Miyoshi Umeki, cantante e attrice giapponese (n. 1929)
- 29 agosto - Richard Jewell, poliziotto statunitense (n. 1962)
- 29 agosto - Meyer Arnvid, musicista e trombettista danese (n. 1927)
- 29 agosto - Luigi Ganassi, calciatore italiano (n. 1925)
- 29 agosto - Vladimir Lobanov, pattinatore di velocità su ghiaccio sovietico (n. 1953)
- 29 agosto - Pierre Messmer, politico francese (n. 1916)
- 29 agosto - Chaswe Nsofwa, calciatore zambiano (n. 1978)
- 29 agosto - Alfred Peet, imprenditore olandese (n. 1920)
- 29 agosto - Bronisław Sularz, calciatore polacco (n. 1942)
- 30 agosto - János Börzsei, calciatore ungherese (n. 1921)
- 30 agosto - Franco Carlini, giornalista e saggista italiano (n. 1944)
- 30 agosto - Raffaele Crovi, scrittore, giornalista e poeta italiano (n. 1934)
- 30 agosto - Michael Jackson, scrittore inglese (n. 1942)
- 30 agosto - Igor' Novikov, pentatleta sovietico (n. 1929)
- 30 agosto - Edelvis Rodríguez, cestista argentina
- 30 agosto - Antonio Santori, poeta e saggista italiano (n. 1961)
- 30 agosto - Charles Vanik, politico statunitense (n. 1913)
- 30 agosto - José Luis de Vilallonga, scrittore e attore spagnolo (n. 1920)
- 31 agosto - Willie Cunningham, allenatore di calcio e calciatore nordirlandese (n. 1930)
- 31 agosto - James Brian Tait, militare e aviatore britannico (n. 1916)